# جيمس إدوين كامبل
جيمس إدوين كامبل (بالإنجليزية: James Edwin Campbell) هو كاتب وشاعر أمريكي، ولد في 1860 في أوهايو في الولايات المتحدة، وتوفي في 26 يناير 1896 بسبب ذات الرئة.